# Das Biest des Königs
Das Biest des Königs (jap. 王の獣 Ō no Kemono) ist eine Manga-Serie von Mangaka Rei Tōma, die seit 2019 in Japan erscheint. Die Fantasy-Serie erzählt von einer Welt, in der Menschen Halbdämonen als Sklaven halten und eine dieser Ajin genannten Halbdämonen den Tod ihres Bruders rächen will.

## Inhalt
Die Ajin, Mischwesen zwischen Menschen und Dämonen, werden von den Menschen unterdrückt und als Sklaven oder Prostituierte gehalten. Selbst im hohen Alter, wenn sie ein solches erreichen, müssen die Ajin den Menschen dienen. Sie sind zwar körperlich stärker, aber in der Unterzahl und die von Menschen aufgestellten Regeln verbieten es den Ajin, mehr als zwei Kinder aufzuziehen oder in Gruppen zu leben. Die Ajin-Zwillinge Sogetsu und Rangetsu wachsen in dieser Welt auf, in der Sogetsu wegen seiner magischen Fähigkeiten an den Hof des Königs beordert wird und in der Leibwache des Prinzen Tenyo dienen soll. Dort kommt er jedoch bald ums Leben und es heißt, der Prinz selbst habe ihn umgebracht.
Das Mädchen Rangetsu hätte eigentlich das Schicksal einer Sklavin oder Prostituierten erwartet, doch um ihren Bruder zu rächen, verkleidet sie sich als Mann und gelangt an den Hof des Königs. Da sie ihre Kraft im Kampf gegen die Wache beweist, wird sie in die Garde des Prinzen aufgenommen. Der erzählt ihr bald, dass nicht er ihren Bruder umgebracht habe, aber durch die Intrigen am Hof indirekt Schuld an dessen Tod trägt. So bleibt Rangetsu bei ihm, um den wahren Täter ausfindig zu machen.

## Veröffentlichungen
Der Manga erscheint seit Januar 2019 im Magazin Cheese! beim Verlag Shogakukan in Japan. Der Verlag brachte die Kapitel auch gesammelt in bisher 17 Bänden heraus (Stand: Februar 2025). Eine deutsche Übersetzung von Dorothea Überall erscheint seit Mai 2022 bei Kazé Deutschland bzw. Crunchyroll in bisher 15 Bänden (Stand März 2025). Auf Englisch erscheint die Serie bei Viz Media.